# Nehora
Nehora (in ebraico נְהוֹרָה‎?) è un moshav nel sud di Israele. Situato sulla pianura costiera a circa 5 km a ovest di Kiryat Gat, nel centro-sud di Israele e appena ad est della Strada 352, dall'altra parte della strada rispetto a Noga, è sotto la giurisdizione del consiglio regionale di Lakhish. Nel 2019 aveva una popolazione di 1 181 abitanti.

## Storia
Nehora è stata fondata nel 1955 come parte del programma per colonizzare l'Hevel Lakhish e doveva servire come centro di servizi per le comunità circostanti. Lì si trovano un centro commerciale, una scuola regionale e gli uffici del consiglio regionale di Lakhish.
Sorge sui terreni dei villaggi palestinesi spopolati di Karatiyya ed al-Faluja.